# Jean Sylla
Pour les articles homonymes, voir Sylla (homonymie).
Jean Sylla, né le 26 décembre 1929 à Beauvais (Oise) et mort le 13 janvier 2024 à Mouy (Oise), est un homme politique français, maire de Mouy de 1983 à 2008, conseiller général du canton de Mouy de 1973 à 2004, vice-président du conseil général de l'Oise de 1982 à 1985 et conseiller régional de Picardie de 1979 à 1982.

## Formation et emplois
Jean Sylla est le fils d'André Sylla, conducteur de trains, et de Georgette Pol. Aîné d'une famille de cinq enfants, il grandit dans le quartier de Voisinlieu et fréquente l'école primaire jusqu'à l'obtention du certificat d'études puis l'école professionnelle. En 1946, il rentre dans le monde du travail en intégrant le service commercial de l'usine La Brosse et Dupont. Il y demeure jusqu'en 1952, année où il est licencié pour raisons économiques. Entre-temps, il effectue son service militaire à Landau (Allemagne), d'abord au 24e régiment d'artillerie puis à l'état-major de la 5e division blindée.
En 1952, il réussit le concours de la Caisse primaire d'assurances maladie et devient employé de la Sécurité sociale, fonction qu'il exerce jusqu'en 1984, avant d'être mis en invalidité pour raisons médicales.

## Vie politique
Révolté par l'injustice sociale, il adhère, en 1946, à l'UJRF (Union de la jeunesse républicaine de France), et devient le secrétaire du cercle de Beauvais. La même année, il entre à le CGT et intègre l'USBB (Union syndicale du bâtiment et bois). Il participe activement aux grandes grèves de 1947 et 1948. En 1948, il adhère au Parti communiste, qu'il quitte au moment du service militaire, se contentant de demeurer à la CGT, comme responsable syndical à la Sécurité sociale puis membre de la commission exécutive CGT, à partir de 1961. Après avoir participé aux évènements de Mai 68, il reprend sa carte au PCF en 1971.
En 1973, il se présente aux élections législatives et met en ballottage François Bénard (UDR), il figure également au 2e tour, en 1978, face à Jean-François Mancel (RPR). Il est aussi candidat sans succès aux élections législatives de 1981, 1988 et 1993.
Il est conseiller régional de Picardie de 1979 à 1982, présidant notamment la commission des finances aux côtés de Raymond Maillet.
En septembre 1973, il bat au second tour le sénateur et conseiller général sortant Hector Dubois (indépendant), au poste de conseiller général du canton de Mouy. Il conserve ce mandat jusqu'en 2004. À l'Assemblée départementale, il siège d'abord à la commission des affaires économiques et agricoles puis, à partir de 1976, à la commission des finances. Il est également de 1982 à 1985, aux côtés d'Henri Bonan, vice-président du conseil général avec la charge des affaires sanitaires et sociales.
Sur le plan local, il est élu en 1977 conseiller municipal et adjoint au maire de Mouy, occupant également la présidence du district urbain de Mouy, poste qu'il occupera jusqu'en avril 1983. En mars 1983, il succède à Guy Comeau-Montasse au poste de maire, mandat qu'il conservera jusqu'en mars 2008. Il reste néanmoins conseiller municipal mais démissionne de ce poste le 25 novembre 2008. Il est également président de la vallée du Thérain d’avril 1977 à avril 2008.

## Source
Cet article est partiellement issu du Dictionnaire des élus de Picardie volume 2 : Oise de Alain Trogneux aux éditions ENCRAGE Amiens.